# Список серій «Наруто: Ураганні хроніки» (сезон 14)
Чотирнадцятий сезон аніме-серіалу «Наруто: Ураганні хроніки» транслювався у телевізійній мережі TV Tokyo з січня до липня 2013 року.

## Список серій

### Сезон 14: Світова війна: Нападники іншої сторони
| № серії | Заголовок | Екранізовані розділи манги | Трансляція в Японії  |
| --- | --- | -------------------------- | -------------------- |
| 296 | Наруто відправляється на війну!! «Naruto, Sansen!!» (ナルト, 参戦!!)                                            | 544-546                    | 17 січня 2013        |
| Ей та Цунаде пропускають Наруто та Бі, і ті продовжують свій шлях. Сакура із Шидзуне проводять розтин Білого Дзецу, та розуміють, що його ДНК ідентичне з ДНК Ямато та Першого Хокаґе. Наруто з Бі зустрічають попереду військо, яке повністю складається із замаскованих Білих Дзецу. Він мчиться вперед та використовує Расен Ренган з Расен К'юґаном, Бі на підхваті. Останній розуміє, що атаки його друга впливають на стихію Дерева, перетворюючи ворогів назад у дерева. Ті Білі Дзецу, які залишилися, зливаються в одну єдину купу, і Наруто використовує Міні Расен Сюрикен. З'являється Ґамахіро, і Наруто створює безліч своїх клонів, які відправляються на всі фронти бою. Воскреслий Тороі із Кумоґакуре, женеться за двома представниками Альянсу Шинобі, Мусаі та Нонотою. Він володіє Кеккей Генкай, стихією магнетизму, і йому майже вдається перемогти їх двох, як раптом, прибуває Наруто та знищує його Расенганом. Нонота допомагає та запечатує Тороі. Тим часом, воскреслі Каґе, а саме: Другий Цучікаґе, Четвертий Кадзекаґе, Другий Цучікаґе та Третій Райкаґе наближаються до загону Гаари. Його батько використовує свій золотий пісок та питає, де Шукаку, а Гаара відповідає, що Шукаку вже немає, і він сам не той Джінчурікі, якого той створив. | |                            |                      |
| 297 | Почуття батька, любов матері «Chichi no Omoi, Haha no Ai» (父の想い, 母の愛)                                    | 547-548                    | 24 січня 2013        |
| Гаара починає битву проти свого батька, Четвертого Кадзекаґе. В ході битви, батько Гаари розповідає своєму синові правду про його минуле. На засіданні, Четвертий Кадзекаґе говорить про те, що потрібно ліквідувати Гаару, він дає це завдання Яшамару. Він надягає маску, щоб його не впізнав Гаара та починає з ним коротку сутичку в якій він помирає. Гаара бачить обличчя Яшамару, який, наостанок, психологічно давить на нього, за наказом Четвертого, і в нього насуваються сльози. За цим всим спосерігав батько Гаари за допомогою третього ока. На волю виривається Шукаку, в кінці спогадів Чтевертий Кадзекаґе виглядає засмученим в кінці спогадів. Му каже Онокі, щоб той згадав їхні уроки. Райкаґе та Мідзукаґе вирішують допомогти Четвертому Загонові вбити себе. Гаара використовує піщаний град, який піднімається вище золота. Із його піску з'являються три фігури Карури, які зупиняють 3-х воскреслих Каґе. Пісок захищає Гаару не через Шукаку, цього бажає Карура. В останні миттєвості свого життя, вона сказала, що вона завжди буде берегти та захищати Гаару, за будь-якої ціни. Батько Гаари зізнається йому, що Карура дуже любила його. Гаара шокований. Той пояснює синові, що наказав Яшамару брехати, щоб з’ясувати, чи може Однохвостий вийти з-під контролю. Він розуміє, що вкрав у Гаари все, і від Карури в нього лишились тільки рани на серці. Гаару прикривають долоні Карури з Піску, і поки він витирає сльози, його батько продовжує говорити про Каруру та винити себе. На грудях Четвертого Кадзекаґе з'являється червона печать, і його прикриває пісок, що дозволяє під тяжкістю «Золотого піску» зникнути трьом фігурам Каґе. Він пишається своїм сином. | |                            |                      |
| 298 | Вони нарешті зустрілись!! Наруто проти Ітачі «Tsuini Sesshoku!! Naruto VS Itachi» (ついに接触!! ナルトVSイタチ) | 548-550                    | 31 січня 2013        |
| Ітачі говорить Наґато, що вони далеко просунулись, і ось-ось почнеться вирішальна битва. Двоє воскреслих Шинобі зустрічають Наруто та Бі. Обидві сторони дуже дивуються такій зустрічі. Спочатку вони дружньо розмовляють, як раптом, Ітачі атакує їх стихією вогню. Бі поглинає атаку Самехадою. Ітачі питає Наруто, що сталося з Саске, а той відповідає, що Саске хоче знищити Коноху і помститись за клан Учіха, не розділяючи інтересів Ітачі. Останній розповідає Наруто, що він був шпигуном Конохи та вивідував інформацію Акацукі. Мертві суперники попереджають їх про свої атаки. Несподівано, з роту Наруто вилазить ворона з Манґек'ю Шарінганом Шисуї Учіхи. Ітачі звільняється від Едо Тенсей та пояснює двом Джінчурікі, що це особлива здібність Шисуї - «Котоамацукамі». Він наклав на цю техніку наказ «Захищай Коноху». Ітачі сподівався, що ця техніка буде використана при битві із Саске, але він сам потрапив під її вплив. Наґато викликає величезну двоголову собаку. Наруто намагається атакувати її, але від цього в пса з'являються додаткові голови. Ітачі вирішує цю проблему, та перемагає пса за допомогою Аматерацу. Наґато використовує здібність Світу Пекла - викликає демонічну статую, яка може висмоктувати душі. В минулому, жертвою цієї статуї став Ебісу, але його захистив Конохамару, використавши расенган. Але цього разу Наруто не може поворушитися. Бі намагається врятувати його, ввійовши в режим біджу, але Наґато абсорбує його чакру та в нього червоніє волосся - він прийняв свій колишній лик. Він збирається висмоктати душі Наруто та Кіллера Бі. | |                            |                      |
| 299 | Ті, кого визнали «Mitomerareshi Mono» (認められし者)                                                            | 551-552                    | 7 лютого 2013        |
| Раптово з'являється Сусаноо Ітачі, яке рятує Наруто та Кіллера Бі від смерті. Наруто розуміє, що Наґато під повним контролем Кабуто. Той використовує «Чібаку Тенсей», і земля починає притягуватись до чорної сфери в небі, в тому числі і Наруто з Бі та Ітачі. Останній розробляє план, як подавити цю техніку: кожен із них повинен вистрелити своїми найсильнішими дальніми техніками в епіцентр сфери. Наруто каже йому, що серед такої кількості сміття буде надто важко потрапити в сферу. Ітачі відказує на те, що магнетизм все зробить за них, їм навіть цілитись не треба. Наруто використовує Расенсюрикен, Ітачі - «Ясака но Магатама», а Кіллер Бі - Бомбу Хвостатого. Техніка припиняє свою дію, вони знову опускаються на землю, і Наґато навіть не встиг поворухнутися, як Сусаноо Ітачі проштрикнуло його мечем Тоцука. На прощання Наґато каже Наруто, що Наґато був першою частиною книги, яку написав Джирайя, а він повинен стати другою частиною та достойно продовжити цю розповідь, щоб не розчарувати Джирайю, Мінато, і його. Сусаноо запечатує його мечем Тоцука. В Наруто зникає Режим чакри К'юбі, бо він надто довго його використовував, тому робить ще одного клона, який відправляється на допомогу Альянсові Шинобі. Ітачі вирішує сам відмінити Едо Тенсей, і доручає Наруто з Бі розібратися з Тобі. | |                            |                      |
| 300 | Мідзукаґе, молюск та міражі «Mizukage to Ōhamaguri to Shinkirō» (水影と蜃と蜃気楼)                              | 552-553                    | 14 лютого 2013       |
| Воскреслі Каґе починають атакувати. За кадром, клон Наруто перемагає Другого Цучікаґе Му, і його запечатують. Четвертий загін, на чолі з Гаарою та Онокі починають сутичку з Другим Мідзукаґе. Монумі (так його звати) викликає величезного молюска на ім'я Охамагурі. Гаара атакує молюска піском, але це було безсупішно. Онокі використовує техніку «Мега-вага» та трощить молюска на шматочки. Другий Мідзукаґе використовує «Техніку водяного пістолета» на безпомічному Онокі з хворою спиною, і той падає на землю. | |                            |                      |
| 301 | Протиріччя «Mujun» (矛盾)                                                                                       | 553-555                    | 21 лютого 2013       |
| Загін Темарі продовжує битву проти воскреслого Третього Райкаґе. Він виявився непереможним для них. Його декілька разів старались запечатати, і на останньому моменті він виривався з-під запечатувальної тканини та продовжував бій. З-за спини Темарі з'являється зв'язковий Додай - шинобі із Селища, схованого в Хмарах. Він багато чого знає про колишнього Райкаґе і час від часу допомагає загону цим. Несподівано, з'являється клон Наруто в режимі чакри Дев'ятихвостого та кидає в Третього Расенсюрикен, але безуспішно. Пройшло декілька марних атак, і Наруто почав готуватись до використовування Бомби Хвостатого. Але в нього не вийшло її використати, в цьому режимі дуже важко створити цю техніку. Третій Райкаґе хоче використати «Чотири пальці пекельної руки» та прориває ґумову стіну, створену Додаєм. Загін Темарі терпить чималі втрати. Додай рятує клона Наруто ще однією технікою стихії ґуми. Наруто виходить з режиму чакри К'юбі, бо задовго в ньому пробув. За допомогою Додая він зв'язується з Восьмихвостим. Дізнавшись те, що він хотів дізнатися, Наруто входить в Режим відлюдника та використовує Расенган. Завдяки пришвидшеній реакції Режиму відлюдника, він перемагає Третього Райкаґе, якого після цього запечатують. | |                            |                      |
| 302 | Страх: Паровий тиран «Kyōfu: Jōki Bōi» (恐怖・蒸危暴威)                                                         | 556-558                    | 28 лютого 2013       |
| Другий Мідзукаґе стріляє в Онокі «Технікою водяного пістолету», але той виявляється піщаним клоном. Гаара користується моментом та огортає Мідзукаґе піском, тим самим, знерухомлюючи його, та майже запечатуючи, але він встигає використати техніку «Паровий тиран», якій не зміг протистояти навіть Му. Онокі пояснює Гаарі принцип цієї техніки: Монумі створює свого молодого двійника, і якщо його все більше бити, то в ньому збирається пара, і він вибухає. Після цього обов'язково має йти град, двійник охолоджується і все повторюється. «Паровий тиран» забирає багато чакри, тому Другий Мідзукаґе слабне при використанні цієї техніки. Монумі рветься на Гаару та використовує цю техніку. Через деякий час, П'ятий Кадзекаґе все-таки знаходить справжнього Другого Мідзукаґе та знову майже запечатує його, але його молодий двійник зриває печать та переносить його в інше місце. Перед вибухом Монумі каже, що Гаара розчаровує його. Стається великий вибух. За допомогою Піщаного захисту, Гаара рятує членів свого загону. Він підлітає до справжнього Мідзукаґе та його двійника і старається скувати «Парового тирана» піском. Монумі не розуміє, чому швидкість піску Гаари зросла, але, виявляється, той використав золотий пісок свого батька. Другий Мідзукаґе каже, що Гаара не дарма став Каґе і його запечатують. З-за обвалу вилазить Му. Він вижив від атаки клона Наруто, розділивши своє тіло. За наказом Кабуто, він прямує в пустелю, а сам Кабуто вирішує, що в гру повинна вступити Четвірка Звуку. | |                            |                      |
| 303 | Привиди минулого «Kako no Bōrei» (過去の亡霊)                                                                   | Немає (філер)              | 7 березня 2013       |
| На полі битви, несподівано, з'являється Четвірка Звуку. Вони атакують своїх останніх ворогів: Сакон та Укон - Кібу, Таюя нападає на Шикамару, Джиробо атакує Чьоджі, а Кідомару вступає в сутичку з Неджі. Однак, Шинобі з Конохи перемагають їх, показуючи, як вони виросли. Але, раптово, Наруто відчуває темний потік чакри, навколо Четвірки Звуку та чотирьох друзів з Конохи, з'являються незрозумілі карлючки, і вони кудись зникають. Від Шикамару, Неджі, Чьоджі та Кіби залишаються тільки тіла. | |                            |                      |
| 304 | Техніка пересенення в пекло «Yomi Tenshin no Jutsu» (黄泉転身の術)                                              | Немає (філер)              | 14 березня 2013      |
| Техніка перенесення в пекло - найсильніша техніка Четвірки Звуку. Друзі озираються навколо, і розуміють, що вони всередині якогось купола. Шикамару починає думати над стратегією. Кабуто бере повний контроль над Четвіркою і починається сутичка під бар'єром. Шинобі з Конохи з усіх сил стараються перемогти, але Четвірка безсмертна в цьому бар'єрі. Шикамару раптово розуміє, що в куполі їхні душі, а не тіла. В цей час їхнім душам дають сили Шино та Іно. Сакон розповідає їм секрет бар'єру: навіть, якщо Четвірка загине знову, він не зламається, а ще Сакон каже про те, що друзі стовідсотково не зможуть вижити. Помруть, або їхні тіла, або їхні душі. Ситуація критична. | |                            |                      |
| 305 | Мстителі «Fukushūsha» (復讐者)                                                                                  | Немає (філер)              | 21 березня 2013      |
| Сила Четвірки Звуку зросла. В Шино та Іно вже закінчуються сили, але вони не можуть здатися, бо ці четверо - важливі для них. Клон Наруто, за допомогою Шикаку, дізнається про це все та поспішає на допомогу. Тим часом, всередині бар'єру продовжується бій. Шикамару злить Четвірку Звуку, кажучи, що ті лиш маріонетки в цій війні. Сакон та Укон, Кідомару, Джиробо і Таюя заперечують це та говорять, що вони - мстителі, і згадують ті дні, коли вони були підданими Орочімару. Їхня сила знову піднімається в декілька разів. Вони проводять атаку, і четверо друзів з Конохи терплять ще одну поразку. Шикамару продовжує провокації. Він пояснює, що Наруто відчуває темну чакру, і чим зліші ставатимуть їхні супротивники, тим точніші координати їхнього місцезнаходження вони даватимуть Наруто. В цей момент, клон Наруто атакує бар'єр Планетарним Расенганом та знищує його. Іноічі та Шикаку переносять душі Шикамару, Неджі, Чьоджі та Кіби назад до їхніх тіл, а клон Наруто добиває Четвірку Звуку Расенганом. Кабуто готується використати свій "козир". | |                            |                      |
| 306 | Очі серця «Kokoro no Me» (心の目)                                                                               | Немає (філер)              | 28 березня 2013 року |
| Другий загін продовжує битву з численними клонами Білого Дзецу. На Неджі нападає один з них, але його рятує Хіната. Вона згадує ті часи, коли Неджі рятував її. | |                            |                      |
| 307 | Зникаючи в місячному сяйві «Gekkō ni Kiyu» (月光に消ゆ)                                                         | Немає (філер)              | 4 квітня 2013        |
| Через наслідки Четвертої Світової війни, на полі битви залишилось багато мертвих талановитих шинобі. Кабуто хоче їх забрати собі, щоб поповнити свою армію. Для цього він воскрешає Гекко Хаяте. Той впізнає його та згадує останні хвилини свого життя. Кабуто розповідає йому, що сталось після його смерті та воскрешає ще двох обдарованих шинобі. В медичному таборі Узукі Юґао, колишня АНБУ, запечатує в спеціальні сувої мертві тіла шинобі. Сакура Харуно та інші медики виліковують рани тих шинобі, які вижили. Несподівано, на табір нападає загін Кабуто, на чолі з Гекко Хаяте. Вони викрадають сувій із обдарованими шинобі та тікають. Сакура, Йоказе та Іо відправляються за ними, і просять Юґао піти з ними, але та відмовляється, бо Хаяте був її нареченим. | |                            |                      |
| 308 | Ніч півмісяця «Mikazuki no Yoru» (三日月の夜)                                                                   | Немає (філер)              | 11 квітня 2013       |
| Сакура, Йоказе, Іо та Юґао доганяють загін, який складається з Хаяте та ще двох воскреслих шинобі. З великими зусиллями усіх трупів, крім Хаяте вдається запечатати. Іо та Йоказе були поранені, тому Сакура мала залишитися та допомогти їм, адже вона - медик. Юґао вирішує сама відправитись у гонитву за Хаяте. Сакура доганяє Хаяте, і останній ледь не вбиває її, але дівчину рятує Юґао, яка поборола свій страх і, нарешті, взяла меч в руки. Вона згадує ті часи, коли її коханий був ще живим, і про їхню обіцянку один одному. Сакура біжить за запечатувальним полком. Юґао та Хаяте починають сутичку один на один. Дівчина проштрикнула Хаяте наскрізь, і той падає з дерева. Прибуває запечатувальний полк, і Хаяте запечатують. | |                            |                      |
| 309 | Місія рангу А: Конкурс по поїданню їжі «Ē-Ranku Ninmu: Gozen Jiai» (A級任務・御前試合)                          | Немає (філер)              | 18 квітня 2013       |
| Один з клонів Наруто прибуває до загону, в якому присутня Каруі, та помічає там відродженого самурая на ім'я Татевакі. Той впізнає Наруто та питає, що сталося з якимись двома людьми. Наруто вагається з відповіддю та згадує ті часи, коли познайомився з Татевакі. Цунаде доручила йому, Шикамару, Чьоджі та Іно відправитись в центральній замок "Ко но Куні", щоб вкрасти зарученого там лорда Шу та принести його до Конохи. Тим часом, Сасорі та Дейдара обговорюють плани Акацукі. Вони відправляються на особливе завдання. В "Ко но Куні" якраз відбувався конкурс з поїдання їжі. Наруто та Чьоджі виступають учасниками. В першому етапі перемагають обоє, але в другому тільки Чьоджі, бо Наруто переїв на попередньому. Чьоджі з легкістю проривається до фіналу, а Шикамару, Іно та Наруто починають діяти. Іно використовує техніку переносу розуму, та виводить лорда Шу в іншу кімнату, Шикамару приносить йому фальшивого листа від батька, щоб той не дивився турніру, а пішов до нього. Наруто користується моментом, перетворюється на лорда, і йде дивитися турнір. Чьоджі займає друге місце та отримує великий плетений кошик, в якому команда 10 переносить лорда до Конохи. | |                            |                      |
| 310 | Зруйнована фортеця «Rakujō» (級任)                                                                              | Немає (філер)              | 25 квітня 2013       |
| Команда №10 разом з лордом Шу залишаються перепочити в готелі. Наступного дня вони проводять лордові екскурсію містом, але той тікає з нього та відправляється назад. Сасорі та Дейдара облітають на глиняній пташці "Ко но куні". Згодом Сасорі дозволяє своєму напарникові скинути на замок феодала декілька бомб. На щоденному тренуванні, Татевакі розвіває техніку перетворення, і Наруто знову стає самим собою. Татевакі каже, що він тільки радий, що лорд Шу втік, але якщо з ним щось станеться, то він вб'є Наруто. Дейдара бомбардує замок, а згодом Сасорі зупиняє його, і насилає своїх маріонеток на палаючий замок. Лорд Шу та команда №10 прибувають туди, та разом з Наруто і принцесою Чійо, спостерігають за цим усім. Татевакі питає Наруто, чи це не його рук справа, і отримавши заперечну відповідь, відправляється в замок, щоб захистити Даймьо. Там його зустрічає Сасорі. Починається смертельна сутичка, в якій Татевакі програє та гине від величезної кількості отрути. Лорд Шу та принценса Чійо залишаються на своїй батьківщині, а Шинобі Конохи повертаються додому. В наш час, коли Татевакі дізнається про те, що сталося з Шу та Чійо після цього всього, на його обличчі з'являється усмішка, він розсипається та повертається на той світ. | |                            |                      |
| 311 | Пролягання шляху ніндзя «Prologue of Road to Ninja» (級任務・級任務・級任務)                                    | Спецвипуск «Шлях Рока Лі»  | 2 травня 2013        |
| Серія показує події, яку відбулись за день до початку дев'ятого фільму Наруто. Рок Лі пропонує своїм друзям, а саме Наруто, Шикамару, Сакурі, Кібі, Чьоджі, Шино, Іно, Неджі, Тен-Тен і Хінаті сходити в сауну. Вони всі погоджуються. Лі каже, що затримається, бо йому потрібно пройти 3000 кроків на руках. Наруто згадує Саске і сумує за ним. Але Неджі думає, що Наруто хоче підглянути за дівчатами. Озвучивши це, він справді виходить з чоловічої сауни, щоб заглянути до них - адже будуть забави! Збоченець майже дійшов до дівчат, але раптом провалюється стеля і прямо в жіночу роздягальню падає Рок Лі, який тренуючись, перечепився на даху сауни. Бюстгальтер Сакури випадково злітає і чіпляється за рушник Наруто, але цього ніхто не помічає. Іно почала дико кричати на Лі, той встиг втекти на вулицю, але його все ж догнали. Наруто стає на його сторону і каже їм, що Лі також їхній друг, і це справді було випадково. Раптом Рок Лі помічає бюстгальтер на рушнику Наруто і червоніє. Згодом це побачили всі. В Сакурі пробудився демон і вона ледь не вбила Наруто. Ввечері до Наруто в гості приходять Шикамару, Кіба, Чьоджі, Шино і Неджі. Вони відпочили, поїли, розіграли в карти останню порцію рамену і порозходились по домівкам. Тобі та Дзецу активують демо-версію «Нескінченного Цукійомі» на Наруто. Біля нього з'являються Пейн, Ітачі, Сасорі, Кісаме, Какудзу, Дейдара, Хідан та Конан. | |                            |                      |
| 312 | Дідусь та око дракона «Rōjin to Ryū no Me» (級任務・級任)                                                       | Немає (філер)              | 9 травня 2013        |
| Війна продовжується. Третій полк зустрічає старого, якого звуть майстер Чен. Його воскресив Кабуто, щоб поповнити свою армію. Гай і Рок Лі впізнають його і починають битву. Майстер Чен також володів тайджицу, як і Лі з Гаєм, але все-таки вони перемагають його. | |                            |                      |
| 313 | Дощ зі снігом, можлива гроза «Ame Nochi Yuki, Tokidoki Kaminari» (級任務・, 級任務・級)                         | Немає (філер)              | 16 травня 2013       |
| На березі, Шинобі Альянсу продовжують бій проти наступаючих Білих Дзецу, однак раптово, в сонячний день, починається дощ. Шикамару зауважує ще одного супротивника - маленького хлопчика, якого воскресив Кабуто. Той виявляється невразливий для кунаїв, кинутих Шикамару - вони відбилися від струменя води, що впав з неба. Така ж хвиля обрушується на самого Шикамару, придавлюючи його до землі. Між тим, в таборі медиків, Сакура, Сукуі та інші медики продовжують надавати допомогу пораненим. Одним з поранених виявляється Йота, при виявленні якого, в наметі починає йти сніг. На іншому фронті, Кібу і Акамару переслідує блискавка, яка б'є з безхмарного неба. Втікаючи від переслідування блискавки, вони також виявляють Йоту, який грається з погодою. До всіх них на допомогу рухається Наруто. Чоза і Даруі обговорюють негоду, в той час як змоклого Шикамару остаточно притискає до землі водою. Іно і Чьоджі, загородивши один одного від води за допомогою Байка но Джицу, та звільняють Шикамару, який знерухомлює ворога з допомогою своєї техніки. Йота продовжує ридати, внаслідок чого посилюється дощ. Шинобі зауважують, що через дощ вони слабшають. Йота, звільнившись через слабкість Шикамару, підбігає до ІноШикаЧо, викрикуючи імена і вдаряє їх щиглями по лобі. Теж саме відбувається з Сакурою, яка занурилась до плечей у падаючий сніг, і Кібою. Події переносяться на кілька років назад, в Коноху. Юні ІноШикаЧо шукають в лісі новий набір Кунаїв Чьоджі, який був подарований його матір'ю за успішний вступ до Академії. Але він згодом його втратив. Починається дощ. Раптово, вони чують плач маленького хлопчика, який застряг на дереві через кунаї Чьоджі, які скріпили його одяг з деревом. Дощ посилюється, і від нього падає дерево. Чьоджі рятує хлопчика, і вони веселяться всі разом. Шикамару знову зауважує, що погода покращилася. Йота розповідає їм про себе і ненароком розлютив Чьоджі. Той кидається в гонитву, однак здатності Йоти в Тайджицу трохи перевершують здібності маленького Чьоджі, і той ухиляється. Потім, Чьоджі заявляє про свій голод і вони влаштовують невеликий пікнік. Розсерджений Йота знову плаче через свій голод. Шикамару розуміє, що саме Йота контролює погоду. Сакура вибирається із замету і продовжує шукати втікача Йоту, згадуючи свою історію знайомства з ним. Маленька Сакура в Академії Ніндзя вперше бачить Саске і дуже соромиться його. Також, вона зауважує, що Шикамару і його друзі забирають частину їжі у відпочиваючих дітей. Вона стежить за ними, коли вони направляються в ліс, до імпровізованої оселі Йоти. Він вийшов з намету, бачить Сакуру і відразу помічає її великий лоб, так само, як зауважив велику вагу Чьоджі. Знову йде сніг. Наруто спостерігає за трьома незрозумілими погодними аномаліями, а Йота продовжує вести бій відразу в трьох місцях проти Шинобі Альянсу.                                                                                                  | |                            |                      |
| 314 | Злива, яка приносить сумні вісті «Kanashī Tenkiame» (級任務・級任)                                              | Немає (філер)              | 23 травня 2013       |
| Знову показують події, які відбулися в Коносі 8 років тому. Діти продовжують грати під снігом, створеним Йотою. Виявляється, що Йота непомітно пробрався в Коноху і підклав квіти з квіткового магазину Яманака в сумку Учіхи Саске. Йота розповідає, що по дорозі йому трапилась тільки одна людина - Наруто. Ще вони відмічають, що сам Саске також не помітив Йоту. На полі бою Іно Шика Чьо б'ються з Йотою. Іно просить свого батька, щоб той зв'язав її з Сакурою. Виявляється, що перед ними в трьох місцях (про що сказав Кіба, який по невідомим причинам вступив у розмову) стоїть один, і той самий шинобі - Йота. Наруто, який рухається лісом, чує свист, і також помічає Йоту, сидячого на дереві. Наруто згадує його. В Коносі, друзі Йоти приходять до Наруто і питають, чи не бачив він Йоту знову, однак той відмовляється відповідати. Сакура приводить в Наруто в порожнє лігво зниклого Йоти і свариться з ним, через ставлення оточення до Наруто. Він йде в ліс, і через деякий час губиться, але чує дитячий плач, належний Йоті. Вони бесідують, і Наруто погоджується навчити Йоту свистіти, і вони стають друзями. В цей час їх знаходять Кіба та Акамару, яких Йота зустрічає блискавками. Пізніше, вони стають друзями. Граючи в хованки, вони помічають, що Йота зник. По погоді, вони знаходять його, і з жахом спостерігають за викраденням Йоти членами АНБУ Конохи, які забирають його до себе. | |                            |                      |
| 315 | Останній сніг «Nagoriyuki» (級任務)                                                                             | Немає (філер)              | 30 травня 2013       |
| В справжній час Наруто думає, що деякі Йоти - це перетворені Білі Дзецу, а справжній Йота їх тільки контролює. Сакура, Кіба та члени команди Асуми, пересиливши себе, вбивають брехливих Йот, і це справді виявляються клони Білого Дзецу. Наруто згадує, як друзі Йоти хотіли його врятувати. Шляхом нехитрих маніпуляцій, Наруто відволікає на себе майже всіх Шинобі Конохи, заляпуючи монумент Хокаґе фарбою. В цей час, в резиденції Хокаґе іде допит, на який проникають «рятівники» Йоти. Юний Шикамару, застосувавши Нинпо: Каґе Мане но Джицу, знерухомлює Анбу, але ті звільняються за допомогою направлених джерел світла. Прибулий Наруто намагається врятувати Йоту, але той знешкоджує Анбу сам. Діти тікають з Конохи, але шлях їм перегороджує річка. Ледь не загинувши, Наруто, Чьоджі та Шикамару рятуються з води, за допомогою Йоти, який «помирає» на очах своїх друзів. На полі бою Наруто, пересиливши себе, атакує Йоту, але той, перемагаючи контроль Кабуто над собою, розмовляє з ним шляхом мисленого спілкування. Виявляється, що Йота - дитина із мандрівного клану, загиблий в дитинстві. Його воскрешає Орочімару, видимо, тестуючи Едо Тенсей. Пізніше, він залишає Йоту біля Конохи, де він і знайомиться зі своїми друзями. Однак, його душа через деякий час звільняється залишає його тіло, зруйнувавши контроль Кабуто, і він зникає. | |                            |                      |
| 316 | Альянс Едо Тенсей!! «Kirifuda» (級任務・級任務!!)                                                               | Немає (філер)              | 6 червня 2013        |
| Кабуто розуміє, що втратив занадто багато пішаків і йому потрібно робити наступний хід. Він згадує, як вони з Орочімару шукали легендарних шинобі. До невеличкого полку шинобі прибігають Мусаі та Нонота із запечатаним Тороі. З перемогою над ним їм допоміг клон Наруто. Раптом на пагорбі вони помічають багато воскреслих шинобі і розуміють, що це пастка. До них прибуває підкріплення із штабу. Воскреслі виявилися простими генінами та чунінами, але шинобі починають впізнавати в них своїх родичів. Ті починають питати про жінок, дітей та інших родичів. Несподівано, один з воскреслих використовує деяку техніку, яка створює туман на полі бою. Торуне та ще декілька трупів направляється за запечатаним Тороі. Кабуто згадує свої невдалі спроби воскресити знаменитих шинобі, які тепер стали його пішаками. Торуне та його маленький загін знаходять запечатаного Третього Райкаґе, і пробують зняти з нього печать. Їм це майже вдається, втративши одного воскреслого ніндзя, але їх помічає полк Темарі і зупиняє їх, запечатавши ще одного трупа. Темарі впізнає в одному з них свого друга дитинства. Той висловлює їй свої почуття і просить запечатати його. Торуне виявляється клоном. | |                            |                      |
| 317 | Шино проти Торуне!! «Shino vs Torune» (級任VS務・級!!)                                                          | Немає (філер)              | 13 червня 2013       |
| Торуне, втікши з поля бою активує заборонене Кінджицу під назвою «Техніка банки отрути» на переможених трупах, щоб заразити всю місцевість своїми нано-жуками. Його знаходить Шино Абураме, який доводиться йому родичем. Вони були знайомі ще з раннього дитинства, тому впізнають один одного. Один з клонів Наруто допомагає Шино запечатати його та зняти дію Кінджицу. | |                            |                      |
| 318 | Діра в серці - інший джінчурікі «Kokoro no Ana - Mō Hitori no Jinchūriki» (心の穴・もう一人の人柱力)            | Немає (філер)              | 20 червня 2013       |
| Бі відстає від Наруто, натомість, до нього, як підтримка прибуває Мотоі, за наказом Райкаге. Декілька Білих Дзецу роблять спроби напасти на них, але ці спроби виявляються марними, бо на полі бою з'являється ще один воскреслий - Фукаі, який був попереднім Джінчурікі Восьмихвостого. Фукаі приймає форму «Хачібі но Коромо» і просить їх тікати, щоб не наражатись на небезпеку. Ті, в свою чергу, тікати не збираються, але не можуть зрозуміти, як Фукаі прийняв «Хачібі но Коромо», адже в нього не повинно бути чакри Восьмихвостого. Фукаі атакує Бомбою Хвостатого, але Бі поглинає його атаку за допомогою Самехади, і також прийнявши форму «Хачібі но Коромо», робить спроби зупинити його. Вони вдвох виконують Ларіат, тим самим, давши можливість поговорити. Фукаі розповідає те, що трапилось з ним 13 років тому. Закінчивши розповідь, Фукаі знову просить Бі тікати, але той не здається і запускає в нього Бомбу Хвостатого. За допомогою Едо Тенсей Фукаі швидко відновлюється. Наруто, відчувши чакру Восьмихвостого одразу в двох людях, хоче допомогти Бі. За допомогою Іноічі Райкаге подумки зупиняє його, сказавши, що заповнити дірку в серці зуміє лише Бі. Наруто продовжує шлях, вірячи в це. Бі розповідає Фукаі, що його дірку в серці зуміли залатати його друзі та дорогі йому люди. І він теж його друг. Ці слова заповнили діру серця Фукаі. І тим самим, припинивши техніку Едо Тенсей на ньому. Фукаі перед зникненням просить Бі зупинити війну. Той клянеться зробити це. | |                            |                      |
| 319 | Душа, яка живе в маріонетці «Kugutsu ni Yadoru Tamashī» (一人の人柱力)                                          | Немає (філер)              | 27 червня 2013       |
| Продовжується битва між П'ятим загоном та воскреслими підданими Кабуто - Чійо та Кімімаро. Маніпулюючи тілом самурая, Чійо направляє його в бій з Міфуне, котрий ледь не гине в битві з самураєм. Але на поміч приходить Канкуро. Помітивши лялькове тіло Сасорі, Чійо згадує минуле. В її пам'яті постають образи дитинства Сасорі, коли того обнімають маріонетки тата й мами. Він ще не розуміє, що його батьки загинули, тому думає, що вони згодом повернуться. В підлітковому віці до нього йде його єдиний друг Комуші. Він каже Сасорі, що хотів би стати таким самим великим шинобі, як і він, і не зважаючи на ігнорування зі сторони Сасорі, просить в нього маріонетки на замовлення. Той вказує на Карасу, Куроарі та Саншоуо. Комуші в шоці від того, як Сасорі зміг так швидко їх створити. Той каже, що їм потрібно роздобути рідкісні рослини для того, щоб виготовити отруту Карасу. Вони відправляються за складниками до Чійо, а та ще більше помічає зміни у своєму внукові. Вертаючись назад, Комуші помічає свою маму, яка, граючись, несе його додому. Сасорі стає свідком батьківської любові. Згодом до нього заходить Чійо і дізнається, що Комуші імплантували руку, однак Сасорі створив йому нову. Незабаром Комуші заражається отрутою Сасорі і просить Чійо не винити його. Комуші помирає, а його мати благає Сасорі повернути сина до життя. Через деякий час Чійо дізнається, що Сасорі зробив із Комуші маріонетку. У справжній час Чійо протистоїть Канкуро, і входить в шок, коли помічає, що Канкуро зібрав разом маріонетки Сасорі та його батьків. Він розповідає, що Сасорі доручив йому попіклуватися про ці ляльки. Чійо визнає, що ці ляльки в хороших руках, і збирається навчити Канкуро своїм технікам, але спочатку він сам повинен відчути їхню силу на собі. | |                            |                      |
| 320 | Біжи, Омоі «Hashire Omoi» (一人の人柱)                                                                          | Немає (філер)              | 4 липня 2013         |
| Штаб отримує інформацію про те, що Омоі покинув свій пост, і підозрюють його в дезертирстві. Однак сам Омоі біг на поміч семи шинобі-підліткам зі свого селища, які в цей час ховалися від Білих Дзецу. Омоі прибіг до долини із червоним ґрунтом і помітив там клонів Дзецу, які також були червоного кольору. Починається битва, на поміч прибігає клон Наруто, якого Омоі випадково також проштрикнув. Згодом він знаходить тих дітей, вони разом вбивають ще декілька Дзецу, а потім прибігають назад на свій пост. | |                            |                      |
| 321 | Прибуття підкріплення «Zōen Tōchaku» (一人の人)                                                                 | 558-559                    | 18 липня 2013        |
| Клони Наруто успішно прибувають на всі ключові місця битви. Перший та другі полки викривають декількох фальшивок та отримують перевагу в битві з Білими Дзецу, адже тепер в них є і Наруто. Третій загін успішно запечатує ще двоє шинобі-мечників Туману, завдяки клонові Наруто. П'ятий загін майже перемагає возроджених Чійо та Кімімару. В Четвертого полку також все добре. Вони запечатали усіх воскреслих Каґе: Третього Райкаґе, Четвертого Кадзекаґе, Другого Мідзукаґе та Другого Цучікаґе Му. Альянс Шинобі отримує перевагу у війні. Тим часом справжній Му викликає ще один гроб. Він входить у стан шоку, коли побачив, кого він викликав до цього світу, а також подумав, що той, хто викликав і його - дуже вправний ніндзя. Вони разом поволі виходять на пагорб, щоб Четвертий загін побачив, з ким має справу. Один із сенсорів помічає на пагорбі присутність людини і говорить про це всім присутнім. Вони зразу подивилися в той бік і помітили на вершині Другого Цучікаґе Му. Онокі зрозумів, що Му встиг розділитися при атаці Наруто і вижити. Той самий сенсор вигукнув, що там є ще одна людина. Так і було. До Му підходив чоловік із довгим чорним волоссям. На його одязі, ззаду був викарбуваний знак клану Учіха. Їхнім новим ворогом став Учіха Мадара. Гаара сказав, що це якось неправильно. Наруто запитав, чому, а той відповів, що із штабу дійшла інформація про те, що Мадара разом із загоном Джінчурікі направляється до справжнього Наруто й Бі. Але перед ними стояв істинний Мадара. Вони розуміють, що чоловік в масці - це хтось інший. | |                            |                      |
| 322 | Учіха Мадара «Uchiha Madara» (一人の人の人)                                                                     | 560-561                    | 25 липня 2013        |
| Через воскреслого Мадари виникає питання, хто насправді ховається під маскою. Навіть Онокі, який в минулому бився проти Мадари, не зрозумів, що до чого. Мадара помічає протектори Шинобі і розуміє, що П'ять великих країн об'єднались та створили Альянс. Кабуто починає діалог з Мадарою через тіло Му, і для початку, представляється йому. Учіха каже, що розмовляти з ним через техніку Едо Тенсей, це грубо. Кабуто каже, що Мадара був удосконалений. Той питає, що він знає про його здібності. Кабуто просить, щоб Мадара сам продемонстрував їх на Альянсі. Гаара атакує Мадару своїм піском, але той ухиляється та проривається крізь членів Четвертого Загону. Му намагається використати стихію пилюки, але йому не вдається. Онокі наказує шинобі спостерігати за діями Другого Цучікаґе. Мадара використовує джицу "Вивільнення вогню: Потужний вогонь, знищення", при якому створюється величезна стіна із вогню, яка насувалась на Четвертий Полк. Декілька десятків шинобі використовують "Вивільнення води: Формування водяної стіни", тим самим, загасивши атаку Мадари. Аби зупинити Учіху, Наруто використовує "Чо Одама Расенган", а Онокі допомагає йому, використавши стихію землі. Не зважаючи на пряме попадання, Мадара створює навколо себе початковий рівень Сусаноо, та уникає пошкоджень. Один з клонів Наруто накопичує чакру Сенджицу, а тим часом, Четвертий Загін терпить великі втрати. Нарешті, Наруто, набравши СенЧакри, створює Расенсюрикен. Онокі робить пісок Гаари легким за допомогою джицу "Вивільнення землі: техніка легкої скелі". Цей пісок витягує Мадару із Сусаноо, тим самим, підставляючи його під удар Наруто. Але він використовує Рінеґан та поглинає атаку. Мадарі не в захваті від того, що його контролює Кабуто. Склавши необхідні печаті, Мадара створює в небі величезний метеорит. Починається паніка, і Гаара наказує всім тікати звідси, якнайшвидше. Онокі підлітає до метеориту та використовує джицу "Вивільнення землі: Техніка супер-легкого каменю". Він зупиняє астероїд, з допомогою піску Гаари. Але вони не помітили, що з самого початку над першим метеоритом був ще один. Дві кам'яні брили стикаються. Трапляється величезний вибух, після якого багато ніндзя загинули. Додай рятує Наруто, який був клоном. Наруто запитує, навіщо той це зробив, а Додай відповідає, що, навіть, клоном він дорожчий їм за багатьох інших шинобі. Онокі отримує серйозні рани, але він встає та готовий продовжити битву. Мадара хоче переконатись в одній речі та використовує техніку виклику. К'юбі впізнає чакру Мадари, всередині Наруто, та починає шаленіти. Кабуто розповідає Мадарі, що в битві з Сенджу Хаширамою він не загинув, а вижив, і отримав його силу. Мадара питає, чому Кабуто не спіймав Дев'ятихвостого, а той відповідає, що війна затіяна для того, щоб зловити К'юбі, який запечатаний всередині Узумакі Наруто. Мадара бажає використати джицу "Секретне вивільнення дерева: Народження дерев'яного лісу". | |                            |                      |
| 323 | Збір П'яти Каге..!! «Gokage Shūketsu...!!» (一人の人..!!)                                                       | 562-563                    | 1 серпня 2013        |
| Мадара використовує стихію дерева. Всередині Наруто, К'юбі, який ненавидить Мадару, дає свою чакру Наруто. Той використовує Одама Расен Тайренган та знищує техніку Мадари. Онокі не здається, та вирішує продовжити бій, але Мадара каже, що той скоро помре. Онокі згадує свою минулу зустріч з Мадарою. Му та Мадара вирішують напасти на них, але їх відкидає потужний удар Ея та Цунаде, яких щойно туди телепортувала Мабуі. Вслід за ними прибуває Мей за допомогою "Хірайшин но джицу". Онокі каже, що старим бути не так і погано, адже він дожив до того моменту, коли п'ять Каґе стали плечем до плеча. Починається нова битва. Поки Цунаде виліковує Гаару та Онокі, Мей вирішує відволікти Мадару та використовує стихію лави. Мадара ухиляється, за допомогою Сусаноо, але на нього одразу ж нападає Ей, використовуючи стихію блискавки. Цього разу атака подіяла, і Мадара застряг в землі. Цунаде просить Наруто не втручатися в цю битву, а сама закінчує виліковувати Гаару та Онокі. Мей знову старається вбити Мадару стихією лави, але той знову залишається неушкодженим після атаки, от тільки ребра Сусаноо почали плавитися. Учіха визнає, що здібності Мей неймовірні, на що вона відповідає, що любить компліменти від гарячих чоловіків, але від нього не прийме. Мадара каже, що блискавки Райкаґе та лава Мей були непоганим видовищем, і хоче дізнатися, який в них захист. Його Сусаноо бере в руки "Ясака но Магатама" і випускає краплевидні частини в супротивників. Але їх захищають земляний голем Онокі та піщаний щит Гаари. Му старається втекти з поля бою, але за ним побігли Додай, Темарі та інші шинобі, які вижили. Мей використовує "Техніку прихованого туману". Му стає перед Мадарою та бажає поглинути всі їхні атаки, але його відкидає Ей, який згодом робить те саме з Мадарою та його Сусаноо. Онокі просить Наруто перемогти Тобі, в той час, як Каґе протистоятимуть Мадарі. На прощання Онокі клянеться перемогти справжню Мадару та разом з іншими Каґе бажає йому перемогти людину в масці. Клон Наруто зникає, в той час, як справжній Наруто та Кілер Бі зустрічають Тобі та воскреслих Джінчурікі. | |                            |                      |
| 324 | Непорушна маска - луснули мильні бульбашки «Warenai Kamen – Wareta Shabondama» (割れない仮面・割れたシャボン玉) | 564 + філер                | 8 серпня 2013        |
| Наруто помітив попереду себе Тобі та б'є своїм лобом його маску. Обидва відлітають назад. Роші атакує їх, але вони ухиляються. Кіллер Бі та Наруто нападають на попередніх Джінчурікі, використавши Расенган та невеликий ніж. Яґура віддзеркалює їхні атаки. Раптово Наруто помічає мильні бульбашки навколо себе. Він озирається назад та помічає Утакату. Вони переносяться в якийсь інший вимір, і там Наруто згадує своє знайомство з Утукатою. Наруто помічає біля Хотару Утакату та атакує його, думаючи що він ворог. Але той ухиляється від усіх його атак. Кохару кричить йому, що Утаката не ворог, тому Наруто припиняє атаки. Події знову переносяться в наш час. Наруто питає Утакату, як він загинув, а той розповідає про свою битву з Пейном, в якій останній виходить переможцем. Показується ще декілька епізодів зі спогадів Наруто та Утакати. Узумакі знову переноситься до поля битви. Утаката використовує свої вибухові бульбашки. Кіллер Бі рятує Наруто. Той каже Тобі, що його маска відрізняється від попередньої. Тобі, натомість, відповідає, що ця маска міцніша за попередню, і створена спеціально для війни. Наруто хоче з’ясувати, хто все таки ховається за маскою. Той каже, що вони можуть називати його, Мадарою, Тобі, як завгодно. Ще людина в масці додала, що вона - ніхто, і не хоче кимось бути. У воскреслих Джінчурікі відбувається чатскова трансформація в біджу. | |                            |                      |
| 325 | Джінчурікі проти Джінчурікі!! «Jinchūriki VS Jinchūriki!!» (人柱力VS人柱力!!)                                   | 565-566                    | 15 серпня 2013       |
| Людина в масці каже, що вона ніхто, і не хоче кимось бути. Самехада відчуває чакру Чотирихвостого і біситься від цього, адже, в минулому, Кісаме використовував її в битві проти Роші та Чотирихвостого. Наруто намагається атакувати Фу, Джінчурікі Семихвостого, ззаду, але та ухиляється. Він розуміє, що в них спільне поле зору, як і минулих Шести шляхів Пейна. Наруто та Бі ховаються в кущах, щоб обдумати стратегію. Тим часом, в штабі доповідають про ситуації п'яти загонів. В першому загоні, воскреслих супротивників вдається запечатати. Даруі робить останній ривок, і йому залишається вбити ще 25 Білих Дзецу. Другий загін отримує значну перевагу, і викриває всіх фальшивок, за допомогою клону Наруто. У Третього загону справи поліпшуються. Сай запечатує Ґарі та ще одного з Семи мечників селища Туману. Їм залишається тільки Хозукі Манґецу. П'ятий полк також отримує перевагу. Кімімару та Чійо втрачають сили, і вони потроху програють. П'ять Каґе продовжують битву із справжнім Мадарою. Восьмихвостий каже, що їхня проблема в тому, що в них занадто мале поле зору. Для цього Бі вивільняє Г'юкі на волю та знищує значну частину лісу. На полі бою з'являється величезний кратер. Бі використовує свою запечатувальну техніку, за допомогою свого чорнила. Їх майже вдається перемогти, але вони перетворюються в міні-версії своїх біджу, тобто в них з'явилась Друга Версія покриву Біджу. Восьмихвостий ловить Утакату своєю рукою, але той випручується, використавши свою слимачу кислоту. Перевага в бою переходить до Тобі. Наруто потрапляє в пастку Яґури, Джінчурікі Трьохвостого, і на його спині виринають корали. Наруто приклеюється до Восьмихвостого й не може поворушитись. Тобі каже, що якщо торкнеться своєю рукою його, то перемога буде в нього. Йому майже вдається зробити це, як раптом, з'являються Какаші та Майто Гай. П'ятихвостий повністю виривається на волю. Починається нова сутичка. | |                            |                      |
| 326 | Чотирихвостий: король мавп-відлюдників «Yonbi - Sen'en no O» (四尾・仙猿の王)                                   | 553, 567-568               | 22 серпня 2013       |
| Саске Учіха випробовує Вічний Манґек'ю Шарінган та вбиває оригінал Білого Дзецу. Після такої розминки, він виходить з лігва. Суйґецу із Джуґо продовжують свої пошуки Саске й Карін та обговорюють їх. Тобі утихомирює П'ятихвостого та повертає Хана назад в режим міні-версії цього біджу, а Какаші не може зрозуміти, чому він це робить. Людина в масці вирішує розібратися з ними всіма за допомогою двох біджу - Шестихвостого та Чотирихвостого. Вони обоє виходять на волю. Чотирихвостий б'є Восьмихвостого, і йому в рот потрапляє Наруто, який тримається за зуби того біджу і хоче вибратись. Шестихвостий, в свою чергу, виділяє кислотний газ на Какаші й Гая, які рятуються втечею. Трихвостий, П'ятихвостий, Двохвостий та Семихвостий приєднуються та видовжують свої руки до величезних розмірів, щоб розчавити Какаші та Гая. Чотирихвостий розслабляє рот і ковтає Наруто. Той опиняється всередині нього та розмовляє із Чотирихвостим. З цієї розмови він дізнається, що Чотирихвостого звати Сон Гоку, а Дев'ятихвостого, який весь цей час намагається заснути - Курама. Через деякий час, Сон Гоку розуміє, що Наруто кращий за людину в масці, і йому можна довіряти. Наруто хоче допомогти йому звільнитися. | |                            |                      |
| 327 | Дев'ятихвостий «Kyūbi» (九尾)                                                                                   | 569 + Флешбек              | 29 серпня 2013       |
| Дев'ятихвостий згадує усе своє життя. Мадара зустрічає його та «поливає брудом», кажучи, що біджу, це раби, хвостаті звірі - це ніщо, а їхній володар - клан Учіха. К'юбі дуже злиться, але підкорюється йому, через Вічного Манґек'ю Шарінгана Мадару. Він згадує усіх своїх попередніх Джінчурікі - Узумакі Міто та Узумакі Кушину. Потім показують моменти запечатування Дев'ятихвостого в новонародженого Наруто. Коли він отямлюється, то розуміє, що він під замком Четвертого Хокаґе. В нього з'являється план: чим більше Наруто черпатиме його чакри, тим слабкішою буде печать Мінато, і він зможе вийти на волю. Наступні тринадцять років він очікує того моменту, коли Наруто використає якусь техніку шинобі. В битві проти Мізукі Наруто вперше вдало виконує техніку клонування. З часом, Дев'ятихвостий розуміє, що Наруто отримує його чакру тільки тоді, коли емоції переповнюють його, або в смертельній ситуації. Потім показані всі випадки, коли Наруто отримує чакру К'юбі: - У битві з Хаку, коли Наруто вважає, що Саске загинув, він не зовсім ввічливо звертається до лиса за допомогою. Той дає йому свою чакру. - На другому етапі Екзамену Чуніна, коли на дорогу команді №7 перекриває Орочімару. Наруто пробуджує Дев'ятихвостого та атакує змію Орочімару. - Під час тренувань Джирайї, Наруто падає в ущелину та занурюється в свою підсвідомість. К'юбі позичає йому свою чакру, і з її допомогою, Наруто вдається викликати Ґамабунту. - Щоб протистояти Однохвостому, Ґамабунта перетворюється на Дев'ятихвостого, останній також звертає на це увагу. - Наруто б'ється із Саске в Долині Завершення, і він отримує чакру біджу, який запечатаний у ньому. - Цунаде дізнається про викрадення Гаари та посилає команду Какаші в селище Піску. По дорозі, Наруто думає про Гаару, і він стримується, щоб не заплакати. Дев'тихвостий і це не забув. - Наруто дістає мертвого Гаару з роту глиняної пташки Дейдари, і внього з'являється два хвости із дев'яти, але Какаші використовує подаровану йому печать Джирайї та подавляє силу К'юбі. - Наруто біситься від того, що Орочімару каже, що Саске належить йому. В нього вперше з'являються аж три хвости. - Коли Наруто, Ямато, Сай та Сакура зустрічають Саске, той вражає їх своєю силою. Наруто майже поглинає чакру К'юбі, але в останній момент, в його підсвідомість заходить Саске. - Пейн знищує Коноху та ледь не вбиває Хінату. Після цього Наруто отримує колосальну силу К'юбі та майже зриває печать, яка його стримувала, але цьому зашкоджує Мінато Намікадзе. Під кінець спогадів, Наруто проникає у свою підсвідомість та починає битву з Дев'ятихвостим, в якій перемагає та отримує Режим чакри К'юбі. Останній дивується, як наруто вдалось перемогти. Дев'ятихвостий запитує невідь-кого, хто він. | |                            |                      |
| 328 | Курама «Kurama» (九喇嘛)                                                                                        | 569-570                    | 29 серпня 2013       |
| Наруто планує допомогти Чотирихвостому, і вилазить з його роту за допомогою Таджу Каґе Буншин но Джицу. Всередині Йонбі, клон Наруто використовує особливий удар в режимі Саніна, справжньому вдається витягнути кокушин із шиї біджу. Знову показують спогади Дев'ятихвостого. Наруто обідає разом з Ірукою в Ічіраку-рамен та доводить йому, що він стане "найкрутішим" Хокаґе серед всіх інших, і його всі визнають. Також показані останні моменти битви Наруто проти Тендо. Клони допомагають Наруто якнайшвидше підлетіти до головного тіла Пейна, і той перемагає його Расенганом. Тобі не може повірити, що наруто витяг із Чотирихвостого кокушин. Какаші та Гай відбиваються від інших п'яти воскреслих Джінчурікі. Битва продовжується. | |                            |                      |
| 329 | Командний дует «Tsū Man Seru» (ツーマンセル)                                                                    | 570-572                    | 5 вересня 2013       |
| Наруто витягує кокушин із шиї Чотирихвостого. Виявляється, що Узумакі не повністю врятував хвостатого звіря. Тобі викликає Ґедо Мазо, яке одразу ж поглинає в себе Сона Гоку. В підсвідомості, Курама поступово починає розуміти хлопця, і вони об'єднують свої сили, стукнувшись кулаками. Клітка, яка стримувала К'юбі, відчиняється, Наруто отримує Режим Біджу, але, так як, вони використовують цей режим перший раз, він може тривати не більше п'яти хвилин. Тобі вирішує битись в повну силу. Двохвостий, Трихвостий, П'ятихвостий, Шестихвостий та Семихвостий вириваються на волю та створюють Бомби Хвостатого. Какаші, Гая та Бі з Восьмихвостим рятує Курама, який відрізняється від попереднього вигляду. Підкорені біджу Тобі створюють одну велетенську Бомбу Хвостатого, з'єднавши свої сили. Наруто й Курама роблять таку саму велику «Біджудама». При зіткненні Бомб Хвостатих, стався величезний вибух. Наруто помічає на всіх підкорених хвостатих звірах кокушини й витягує їх. В результаті, він опиняється у вимірі, де знаходяться тільки біджу й Джінчурікі. Виявилось, що перед тим, як зникнути, Сон Гоку розповів іншим біджу про те, як він перейнявся повагою до Узумакі. Хвостаті визнають силу Наруто і вважають, що саме він повинен повести їх, як колись заповідав Рікудо Санін. В справжній час, Тобі забирає знесилені тіла його біджу в Гедо Мазо та вирішує розібратися із усім сам. | |                            |                      |
| 330 | Обіцянка перемогти «Shōri e no Yogen» (勝利への予言)                                                            | 573 + філер                | 12 вересня 2013      |
| Неджі та ще двоє шинобі обговорюють чутки про появу на полі битви справжнього Мадари. На їхній дорозі трапляється два Білих Дзецу. Вони майже відразу перемагають клонів Дзецу. В штабі, всі зв'язкові та сенсори здружуються та об'єднують свої сили. На головному полі битви хвостаті звірі та посилений Дев'ятихвостий атакують один одного Бомбами Хвостатого. Від цього стається великий вибух, Неджі та ще його двоє шинобі помічають цей вибух та прискорюють рух. Гедо Мазо поглинає хвостатих звірів у себе. Починається дощ. Тобі роздумує над Наруто й Саске, а п'ять загонів, які тим часом поспішають Наруто на допомогу, згадують їхнє попереднє ставлення до Наруто та теперішнє. Прояснюється небо, виглядає сонце. На землі показані сліди якоїсь людини. На пагорбі стоїть Саске й посміхається. | |                            |                      |
| 331 | Очі, які бачать крізь темряву «Yami o Miru Me» (闇を見る眼)                                                     | 574                        | 19 вересня 2013      |
| Саске побував у двох містах і йде далі. Конохамару та його друзі чують чийсь сердитий голос. Це Карін дивиться на фотографію Саске та весь час змінює свою поведінку: то вона любовно притуляється до фотографії, то вона починає ненавидіти Саске та кричить про те, що він ще й намагався вбити її. Охоронці вирішили відпочити та зіграти в карти, Карін, побачивши це, перегорнула сторінку записника та продивлялась план втечі. Тим часом, Джуґо дізнається від птахів про те, що йде війна. Він із Суйґецу приходить до попереднього лігва Орочімару, сподіваючись, що вони знайдуть там Саске. Джуґо питає Суйґецу, чи він вступив до команди "Така" для того, щоб розділяти Саске й Карін. Той згадує їхні битви з Кіллером Бі та Райкаґе під час зборів Каґе. На запитання Джуґо, він відповідає, що любить все розділяти на двоє, так само, як і Карін із Саске. Після того, як Суйґецу каже, що ненавидить їх усіх, в Джуґо активується джуін він нападає на нього, але робить тільки прохід в стіні, бо Суйґецу перетворився у воду. Останній заходить до проходу та помічає таємну кімнату Орочімару. Там він знаходить інформацію, яка може змінити хід війни. Учіху Саске доганяє невеликий загін Білих Дзецу. Вони дізнаються, що їхній оригінал мертвий. Саске активує Вічний Манґек'ю Шарінган та останню форму Сусаноо. Всі Дзецу гинуть. За допомогою генджицу, Саске вивідує в одного з них, що вони мають спіймати Кіллера Бі й Узумакі Наруто. Саске згадує свою битву з Наруто в Долині Завершення та їхню зустріч після сутички з Данзо. Учіха вирішує вбити Наруто. Ітачі продовжує свій шлях. Незабаром, їхні шляхи мають пересіктися. | |                            |                      |
| 332 | Кам'яна воля «Ishi no Ishi» (石の意志)                                                                          | 575-577                    | 26 вересня 2013      |
| П'ять Каґе продовжують битву проти Мадари. Воскреслий злодій створює квіти з дерев та підпалює все це. Каґе майже помирають від такої потужності. Онокі згадує настанови Першого Цучікаґе та про кам'яну волю. Його дух піднімається, він стискає в руці камінь та використовує стихію пилюки. Дерева знищуються від сили Онокі і Каґе рятуються. Мадара вражений. Тим часом, Саске заходить в ліс та майже одразу помічає Ітачі, який пробіг повз нього. Саске старається зупинити його та використовує Сусано, але Ітачі перешкоджає цьому, використавши своє Сусано. Вони ведуть короткий діалог між собою, Ітачі не хоче відповідати на запитання Саске та каже, що поспішає. Мадара, повернутий до них спиною, повільно обертається та демонструє їм обличчя Хащирами та плечі і глузує над Каґе. Цунаде стає попереду та говорить, щоб той не недооцінював Волю Вогню. | |                            |                      |